# 응우옌푹민득
응우옌푹민득(Nguyễn Phúc Minh Đức, 1910년 7월 6일 ~ 1990년)은 베트남 응우옌 왕조의 황족이다. 함응이의 아들로, 어머니는 마르셀 라오이다.